# Ескімоска (телесеріал)
«Ескімоска» — український анімаційний телесеріал про пригоди дівчинки Ескімоски та її друзів. В Україні вперше вийшов 12 листопада 2012 року в ефірі ранкового шоу «Сніданок з 1+1» на каналі «1+1», а в Росії — 8 березня 2013 року на російському дитячому телеканалі «Карусель». Станом на березень 2016 року створено 4 сезонів мультсеріалу (загалом 104 серій), з них перші 3 сезони (78 серій) показав телеканал «1+1», а 4 сезон (26 серій) показав телеканал «ТЕТ».

## Виробництво
Перший сезон мультфільму створено кіностудією HanzhonkovFilm. Перший сезон серіалу знято за підтримки Державного агентства України з питань кіно. Режисер першого сезону - Олексій Шапарєв. Мультсеріал Ескімоска став першим українським мультсеріалом, створеним з використанням технологій 3D, де всі герої та світ об'ємні. Виробництво першого сезону «Ескімоски» зайняло близько півроку; щомісяця мультиплікаторам вдавалося робити по 4-5 серій. Кошторис першого сезону «Ескімоски» склав 12 млн гривень (з них 7 млн 663 тис. гривень профінансовано Державним агентством України з питань кіно.) Прем'єра мультсеріалу відбулася 12 листопада 2012 року на каналі 1+1.
Другий, третій та четвертий сезони мультфільму створено кіностудією Animagrad. Режисер 2-4 сезону - Євген Єрмак.

## Сюжет
Ескімоска, її родина та друзі живуть у казковій Арктиці. Кожного дня Ескімоска рибалить на маленькій бухті зі своїми друзями Розумником, Громилою та домашнім улюбленцем Оленем. Щоразу вони знаходять якийсь загадковий предмет, що плаває у воді, і намагаються відкрити для себе його істинне призначення. Але в процесі пошуку вони постійно потрапляють у кумедні ситуації.

## Герої

### Ескімоска
Їй ще немає десяти. Вона розумна, цікава і дуже винахідлива. А ще терпляча і може витратити багато часу, розглядаючи знайдений предмет, — спочатку ретельно вивчить всі його можливості, і тільки потім прийме рішення, як його використовувати. Зазвичай саме Ескімоска придумує, що робити зі знахідкою, і їй завжди допомагають друзі і Бабуся (яку вона, до речі, дуже любить). У Ескімоскі розвинене логічне мислення. Вона незалежна і не по роках доросла.

### Ніні
Ніні — молодший брат Ескімоски. Йому 2 роки, і він постійно потрапляє в халепу. Малюк дуже енергійний, утримати його на місці практично неможливо. Добре, що у нього є вірний товариш Олень, який завжди тримає Ніні в полі свого зору. Ніні дуже хоче стати дорослим, щоб разом з Ескімоскою та її друзями шукати пригоди.

### Білий Ведмідь
Білий Ведмідь — не завжди підлий і не завжди любить красти. Хоча він часто ходить за дітьми до океану, щоб непомітно поцупити у них спійману рибу або, якщо посміхнеться удача, і знайдені предмети. Ведмедю все треба в господарстві. У його барлозі немає жодної зайвої речі — тут і велика колекція брудного взуття, і залишки радіостанції, і ще багато інших об'єктів життєдіяльності людини. Ведмідь добрий і необразливий. І любить всіх навколо.

### Олень
Олень — не зовсім олень. Тому що в ранньому дитинстві він відірвався від оленячої упряжки Санта Клауса, загубився і був вихований лайками. Не дивно, чому він вважає себе собакою. Він любить облизувати людей, виляти хвостом, грати. Він і реагує на знайдені предмети як собака — спускає їх вниз по пагорбу, стрибає на них тощо. Він дуже допитливий і відданий друзям і буде піклуватися про них, куди б вони не пішли.

### Розумник
Розумник — розумний і впертий. У компанії він старший — йому 11 років — тому вважає, що всі повинні робити те, що, на його думку, правильно. Звичайно, він упевнений, що знає відповіді на всі питання. Але часто помиляється, так як дуже швидко приймає рішення, не замислюючись про суть речей.

### Громила
Громила — великий,тупий і незграбний. Йому десять, і він постійно всіх захищає, тому що добрий і сильний. І саме сила допомагає йому у вирішенні питання, що робити зі знайденим предметом. Його найкращий друг — Ескімоска.

## Творці
- Автор ідеї: Олексій Шапарєв
- Режисер: Олексій Шапарєв (1 сезон), Євген Єрмак (2-4 сезони)
- Сценарій: Маргарет Керрісон (1 сезон), Олена Лясковська, Дмитро Бахматьєв, Ольга Калабан (2 сезон), Дмитро Бахматьєв, Олександра Рубан (3-4 сезони)
- Ролі озвучували: Марта Янкельовська, Олексій Шапарєв, Павло Крахмальов (1 сезон), Максим Проценко, В'ячеслав Шершун, Марина Ходак, Тетяна Єсауленко, Дмитро Бахметьєв, Ірина Василенко, Євген Бортничук та Марія Хмельова (2-4 сезони)

## Цікаві факти
- Сюжет серіалу «Ескімоска» ще в 2007 році придумав режисер Олексій Шапарєв, котрий одного разу в тридцятиградусну спеку побачив, як людина в костюмі ескімоса роздавала рекламні листівки;
- Героїв та їх міміку режисер змалював з власних дітей;
- Герої спілкуються між собою тільки їм зрозумілою мовою жестів та звуків;
- Ескімоску озвучує 9-річна акторка Марта Янкелевська;
- Мультфільм вже придбали телеканали та VOD/DVD розповсюджувачі Росії, Канади, США, Китаю та Індії.